# Trichaptum

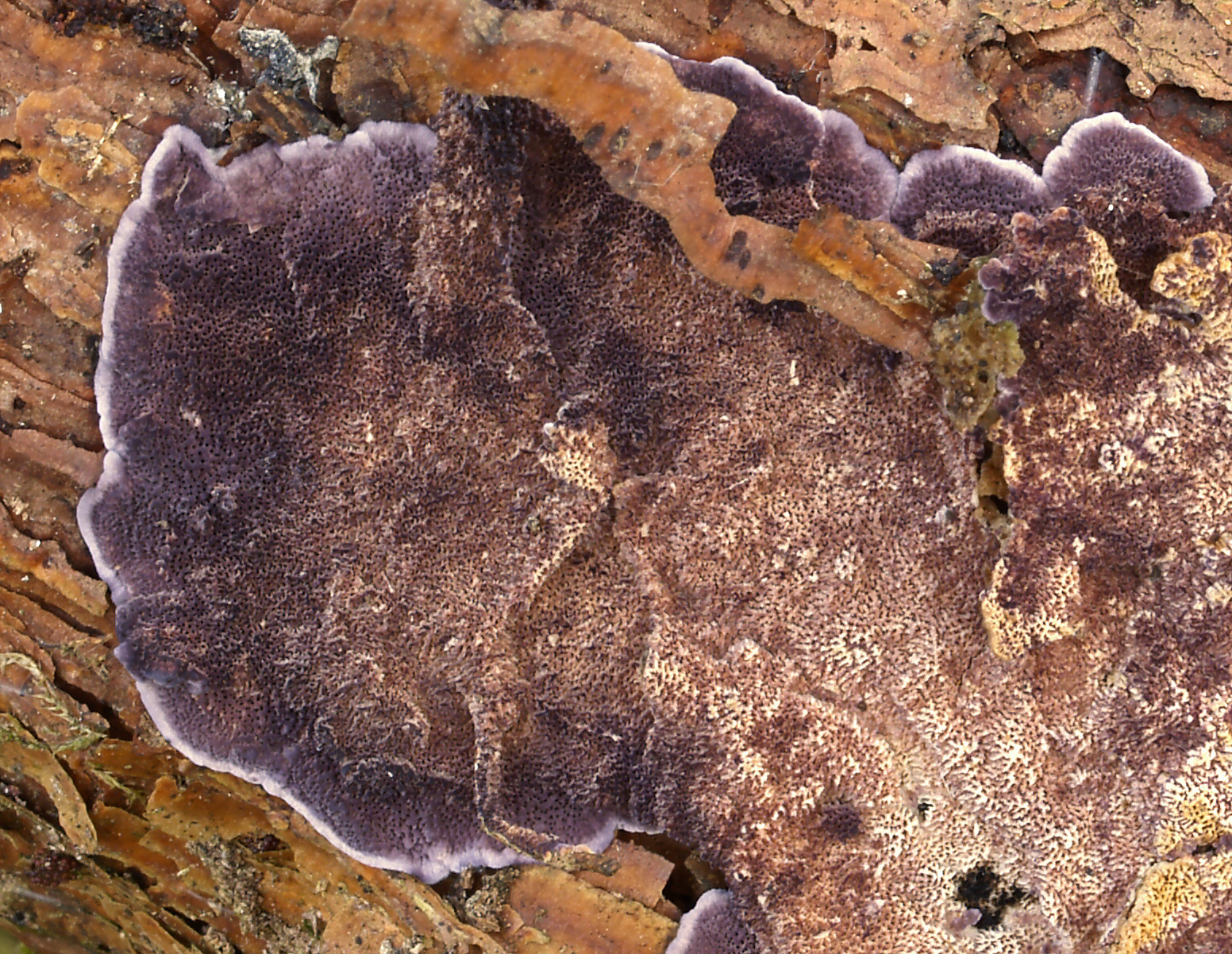
Niszczyk iglastodrzewny

Trichaptum Murrill (niszczyk) – rodzaj grzybów z rzędu szczeciniakowców (Hymenochaetales). W Polsce występują 3 gatunki.

## Charakterystyka
Grzyby kortycjoidalne o owocnikach rocznych, rosnących kępkami, rozpostartych, rozpostarto-odgiętych lub siedzących. Hymenofor poroidalny, irpikoidalny lub blaszkowy, w młodości fioletowy, potem o barwie od fioletowej do brązowej. System strzępkowy dimityczny lub trimityczny, strzępki generatywne ze sprzążkami, strzępki szkieletowe grubościenne, czasem mniej lub bardziej rozgałęzione. Cystydy w hymenium z inkrustowanym wierzchołkiem, cienko lub grubościenne. Podstawki maczugowate, 4-sterygmowe ze sprzążką u podstawy. Bazydiospory cylindryczne do allantoidalnych, gładkie, cienkościenne, szkliste, nieamyloidalne. Występują na drewnie liściastym lub iglastym powodując białą zgniliznę drewna.
Trichaptum charakteryzuje się przede wszystkim fioletowawym hymenium, a mikroskopowo di- do trymitycznym systemem strzępkowym, inkrustowanymi cystydami i gładkimi, nieamyloidalnymi bazydiosporami.

## Systematyka i nazewnictwo
Pozycja w klasyfikacji według Index Fungorum: Incertae sedis, Hymenochaetales, Incertae sedis, Agaricomycetes, Agaricomycotina, Basidiomycota, Fungi.
Synonim naukowy: Hirschioporus Donk.
Nazwa polska pojawiła się po raz pierwszy w pracy Stanisława Domańskiego i in. w 1967 r. W polskim piśmiennictwie mykologicznym należące do tego rodzaju gatunki opisywane były także jako: huba, bedłka, kolczak, żagiew.
Gatunki występujące w Polsce:
- Trichaptum abietinum (Dicks.) Ryvarden 1972 – niszczyk iglastodrzewny
- Trichaptum biforme (Fr.) Ryvarden 1972 – niszczyk liściastodrzewny
- Trichaptum fuscoviolaceum (Ehrenb.) Ryvarden 972 – niszczyk ząbkowaty

Nazwy naukowe na podstawie Index Fungorum. Wykaz gatunków i nazwy polskie według Władysława Wojewody.